# Anthurium megapetiolatum
Anthurium megapetiolatum är en kallaväxtart som beskrevs av Eduardo G. Gonçalves. Anthurium megapetiolatum ingår i släktet Anthurium och familjen kallaväxter. Inga underarter finns listade.